# Дубровник (часопис)
Дубровник је био часопис који је излазио у Дубровнику у периодима од 1892. до 1914. и од 1937. до 1941. године.
Први број Дубровника је изашао 1892. године. Био је у приватном власништву Стева Врчевића. Од 1895. године његов уредник постаје истакнути српски новинар, Дубровчанин Антун Фабрис. Лист је имао за циљ да настави традицију претходних српских листова у Дубровнику: Гуштерице и Гласа Дубровачког. Новине су обухватале Дубровник, Боку Которску, са посебним освртом на Босну и Херцеговину. Све што је писано о Србији, Црној Гори, Босни и Херцеговини, Старој Србији и Македонији сврставано је у посебну рубрику „Српске земље“. Лист је заступао идеју да треба бити верски толерантан и да српска народност не сме да се доведе у питање код било које друге две вероисповести. Посебно је био популаран код Срба муслимана, јер их је Матија Бан саветовао, како и њихов земљак, песник Мухамед Хеваи: Натурена вера не сме да вам буде преча од народности. У оквиру листа, била је истакнута и рубрика о похрваћењу Дубровчана и све дубровачке књижевности у српском залеђу.
Важно је истакнути да се у броју 21. наводе речи Косте Војновића, оца Ива и Луја Војновића, Србина католика, иначе професора Свеучилишта у Загребу: Државно право хрватско не допире преко Неретве; пошто Дубровник, премда је кроз столећа уживао заштиту хрватско-угарског краљевства, имао је своју независност као слободна република.
И кад је забрањиван, Дубровник није мењао своје ставове. Његовим забрањивањем јасно је било коме је Аустроугарска власт била наклоњена.
1923. и 1937. године обновљени лист Дубровник се трудио да сачува од заборава стари живот Дубровчана пре 1914. године, износећи свеколике културно-историјске чињенице.
Лист је деловао као гласило Српске странке у Приморју и заступао је српске политичке интересе. Овај лист је служио као узор у свим српским земљама. Међу својим сарадницима лист је имао истакнуте научнике и књижевнике и био је окренут ка културно-историјским садржајима српског народа без обзира на вероисповест.
Календар "Дубровник" који је излазио 1897-1903. године, штампан је у "Српској дубровачкој штампарији А. Пасарића".